# Elektrostatika
Elektrostátika preučuje mirujoče električne naboje, njihovo električno polje in sile med njimi. Elektrostatika spada v vejo fizike, ki se ukvarja z elektriko in magnetizmom.

## Električna sila med nabojema
Silo med dvema točkastima nabojema podaja
Coulombov zakon. Absolutna vrednost sile je premo sorazmerna produktu obeh nabojev in obratno sorazmerna s kvadratom razdalje med njima. Sila je privlačna, če sta naboja različno predznačena (eden pozitivno in drugi negativno), in odbojna, če sta enako predznačena. Da je sila izražena v enakih enotah, kot jo poznamo iz mehanike, poskrbi sorazmernostni koeficient {\displaystyle \kappa _{\rm {e}}=1/4\pi \varepsilon _{0}\ } (Coulombova konstanta):
{\displaystyle F={\frac {1}{4\pi \varepsilon _{0}}}{\frac {e_{1}e_{2}}{r^{2}}}\!\,.}
Z e1 smo označili prvi naboj, z e2 drugega, z r pa razdaljo med njima. π je Ludolfovo število, ε0 pa influenčna konstanta.
Sila leži na zveznici obeh nabojev. V vektorski obliki lahko zakon zapišemo:
{\displaystyle {\vec {\mathbf {F} }}=-{\frac {1}{4\pi \varepsilon _{0}}}{\frac {e_{1}e_{2}}{{\vec {\mathbf {r} }}^{2}}}{\hat {\mathbf {r} }}\!\,.}
Pri tem je {\displaystyle {\vec {\mathbf {r} }}\ } vektor, ki kaže od prvega naboja k drugemu, {\displaystyle {\hat {\mathbf {r} }}=\mathbf {r} /|\mathbf {r} |} pa enotski vektor v isti smeri.

## Električno polje
Coulombov zakon obravnava silo med nabojema preprosto kot silo, ki deluje na daljavo. Mogoč je tudi drugačen pogled: električni naboj ustvari okrog sebe električno polje, na drugi naboj pa v tem električnem polju deluje električna sila.
Električno silo lahko zapišemo kot produkt naboja e in jakosti električnega polja {\displaystyle {\vec {\mathbf {E} }}\ }:
{\displaystyle {\vec {\mathbf {F} }}=e{\vec {\mathbf {E} }}\!\,.}
Skladno s Coulombovim zakonom za jakost električnega polja okrog točkastega naboja dobimo:
{\displaystyle {\vec {\mathbf {E} }}=-{\frac {1}{4\pi \varepsilon _{0}}}{\frac {e}{{\vec {\mathbf {r} }}^{2}}}{\hat {\mathbf {r} }}\!\,.}
Jakost električnega polja je vektorska količina, merimo ga v enotah N/As = V/m.
Električno polje je aditivno, prispevke več nabojev vektorsko seštejemo. V točki s krajevnim vektorjem {\displaystyle {\vec {\mathbf {r} }}\ } tako drugi naboji ustvarjajo električno polje, enako:
{\displaystyle {\vec {\mathbf {E} }}=-{\frac {1}{4\pi \varepsilon _{0}}}\sum _{j}{\frac {e_{j}({\vec {\mathbf {r} }}_{j}-{\vec {\mathbf {r} }})}{|{\vec {\mathbf {r} }}_{j}-{\vec {\mathbf {r} }}|^{3}}}\!\,.}
Indeks j teče po vseh nabojih v prostoru.

## Električni potencial in napetost
Na točkasti naboj deluje v električnem polju električna sila {\displaystyle {\vec {\mathbf {F} }}\ }. Ko premaknemo naboj iz točke {\displaystyle {\vec {\mathbf {r} }}_{1}\ } v točko {\displaystyle {\vec {\mathbf {r} }}_{2}\ }, opravi ta sila delo:
{\displaystyle A=\int {\vec {\mathbf {F} }}\cdot \mathrm {d} {\vec {\mathbf {s} }}=e\int _{{\vec {\mathbf {r} }}_{1}}^{{\vec {\mathbf {r} }}_{2}}{\vec {\mathbf {E} }}({\vec {\mathbf {r} }})\cdot \mathrm {d} {\vec {\mathbf {s} }}\!\,.}
Delo lahko zapišemo v obliki A = -eU. Tako definirano delo je pozitivno, če ga naboj prejme, in negativno, če ga odda. Količina U je napetost:
{\displaystyle U({\vec {\mathbf {r} }}_{1},{\vec {\mathbf {r} }}_{2})=-\int _{{\vec {\mathbf {r} }}_{1}}^{{\vec {\mathbf {r} }}_{2}}{\vec {\mathbf {E} }}({\vec {\mathbf {r} }})\cdot \mathrm {d} {\vec {\mathbf {s} }}\!\,.}
Napetost med točkama 1 in 2 je neodvisna od tega, kakšno pot uberemo med točkama {\displaystyle {\vec {\mathbf {r} }}_{1}\ } in {\displaystyle {\vec {\mathbf {r} }}_{2}\ }, ampak le od začetne in končne točke.
Dostikrat je ena od obeh točk stalna. Takrat konstantnega krajevnega vektorja {\displaystyle {\vec {\mathbf {r} }}_{0}\ } ne navajamo vsakič posebej:
{\displaystyle U({\vec {\mathbf {r} }},{\vec {\mathbf {r} }}_{0})=U({\vec {\mathbf {r} }})\!\,.}.
Tako definirana količina je znana kot električni potencial.
Pri obravnavi točkastega naboja pogosto postavimo stalno točko v neskončnost ({\displaystyle r_{0}\rightarrow \infty }), tako da lahko pišemo:
{\displaystyle U(r)={\frac {1}{4\pi \varepsilon _{0}}}{\frac {e}{r}}\!\,.}
Napetost med dvema točkama je enaka razliki ustreznih potencialov:
{\displaystyle U({\vec {\mathbf {r} }}_{1},{\vec {\mathbf {r} }}_{2})=U({\vec {\mathbf {r} }}_{1})-U({\vec {\mathbf {r} }}_{2})\!\,.}
Jakost električnega polja lahko izračunamo neposredno iz potenciala, je namreč negativni gradient potenciala:
{\displaystyle {\vec {\mathbf {E} }}=-\nabla U\!\,.}

## Izrek o električni napetosti
Ker je napetost med izbranima točkama odvisna le od izbire začetne in končne točke, lahko izberemo pot od prve točke do druge in odtod nazaj do prve. Napetostna razlika med drugo in prvo točko je nasprotno enaka napetostni razliki med prvo in drugo točko, skupna napetostna razlika pa je torej ravno enaka nič:
{\displaystyle U({\vec {\mathbf {r} }},{\vec {\mathbf {r} }})=-\oint {\vec {\mathbf {E} }}({\vec {\mathbf {r} }})\cdot \mathrm {d} {\vec {\mathbf {s} }}=0\!\,.}
To spoznanje je znano kot izrek o električni napetosti in je nekakšna posplošitev drugega Kirchhoffovega zakona, ki velja v sklenjenem električnem krogu. Vidimo torej tudi, da je električna sila zgled konservativne sile.

## Elektrostatična potencialna energija
Delo električne sile lahko zapišemo tudi v obliki:
{\displaystyle A=e\int _{{\vec {\mathbf {r} }}_{1}}^{{\vec {\mathbf {r} }}_{2}}{\vec {\mathbf {E} }}({\vec {\mathbf {r} }})\cdot \mathrm {d} {\vec {\mathbf {s} }}=eU({\vec {\mathbf {r} }}_{1})-eU({\vec {\mathbf {r} }}_{2})\!\,.}
Ker je električna sila konservativna, smemo vpeljati električno potencialno energijo We:
{\displaystyle W_{\rm {e}}=eU({\vec {\mathbf {r} }})\!\,.}
V polju točkastih nabojev ej v točkah, določenih s krajevnimi vektorji {\displaystyle {\vec {\mathbf {r} }}_{j}\ }, je električna potencialna energija naboja e v točki {\displaystyle {\vec {\mathbf {r} }}\ } enaka:
{\displaystyle W_{\rm {e}}({\vec {\mathbf {r} }})=-{\frac {e}{4\pi \varepsilon _{0}}}\sum _{j}{\frac {e_{j}}{|{\vec {\mathbf {r} }}_{j}-{\vec {\mathbf {r} }}|}}\!\,.}

## Zakon o električnem pretoku
Pozitivni točkasti naboj si lahko predstavljamo kot izvor električnih silnic, negativnega pa kot njihov ponor. Iz pozitivnega točkastega naboja silnice izhajajo radialno. Če si okrog naboja zamislimo zaključeno ploskev, vidimo, da jo prebadajo vse silnice, ki izhajajo iz naboja; nobena silnica vmes ne izgine ali se ne pojavi. Merilo za število silnic skozi izbrano ploskev je električni pretok Φe. Število silnic, ki izhaja iz naboja, je določeno le z nabojem e. Zato je pripravno, če definiramo električni pretok okrog točkastega naboja tako, da je kar enak naboju:
{\displaystyle \Phi _{\rm {e}}=e\!\,.}
Če električni pretok delimo s površino, ki jo pretok prebada, dobimo gostoto električnega polja D:
{\displaystyle D={\frac {\Phi _{\rm {}}}{S}}\!\,.}
Gostota električnega polja {\displaystyle {\vec {\mathbf {D} }}\ } je v praznem prostoru premo sorazmerna jakosti električnega polja {\displaystyle {\vec {\mathbf {E} }}\ }; sorazmernostni koeficient je kar influenčna konstanta
{\displaystyle {\vec {\mathbf {D} }}=\varepsilon _{0}{\vec {\mathbf {E} }}\!\,.}
Če poznamo gostoto električnega polja, lahko zapišemo nekoliko splošnejši izraz za električni pretok skozi površino S:
{\displaystyle \Phi _{\rm {e}}=\int _{S}{\vec {\mathbf {D} }}\cdot \mathrm {d} {\vec {\mathbf {S} }}\!\,.}
Če je ploskev S zaključena ploskev, vidimo, da je električni pretok skoznjo kar enak skupnemu naboju v notranjosti te ploskve:
{\displaystyle \oint _{S}{\vec {\mathbf {D} }}\cdot \mathrm {d} {\vec {\mathbf {S} }}=e\!\,.}
Ta zveza je znana kot Gaussov zakon o električnem pretoku ali Gaussov zakon.

## Ploščni kondenzator
Z zakonom o električnem pretoku lahko hitro izračunamo električno polje v kondezatorju. Vzemimo, da je električni naboj z gostoto σ enakomerno porazdeljen po ravnini. Silnice so pravokotne na to ravnino. Orog nabite ploskve s ploščino S si zamislimo zaprto ploskev v obliki prizme, ki ima osnovni ploskvi vzporedni z nabito plosvijo, stranske pa vzporedne s silnicami. Ker so stranske ploskve vzporedne s silnicami, prispeva k električnemu pretoku skozi prizmo le pretok skozi obe osnovni ploskvi, to je 2SD. Po zakonu o električnem pretoku je ta enak naboju v notranjosti zaključene ploskve: 2SD = e = σS. Če upoštevamo še zvezo med gostoto in jakostjo električnega polja, dobimo za slednjo izraz:
{\displaystyle E={\frac {\sigma }{2\varepsilon _{0}}}\!\,.}
Ploščni kondenzator je sestavljen iz dveh vzporednih plošč, enakih opisani, le da je ena pozitivno, druga pa negativno nabita. Naboj obeh plošč je po velikosti enak. Električno polje med obema ploščama je enako vsoti prispevkov obeh plošč:
{\displaystyle E={\frac {\sigma _{+}}{2\varepsilon _{0}}}+{\frac {|\sigma _{-}|}{2\varepsilon _{0}}}={\frac {\sigma }{\varepsilon _{0}}}\!\,.}
Vidimo, da se jakost električnega polja s krajem ne spreminja. Pravimo tudi, da je takšno polje homogeno.